# Notophthalmus
Genre
Synonymes
- Diemictylus Rafinesque, 1820
- Tristella Gray, 1850
- Rafinus Dubois & Raffaëlli, 2009

Notophthalmus est un genre d'urodèles de la famille des Salamandridae.

## Répartition
Les trois espèces de ce genre se rencontrent dans le sud-est du Canada, dans l'est des États-Unis et au Mexique.

## Liste des espèces
Selon Amphibian Species of the World (28 février 2014) :
- Notophthalmus meridionalis (Cope, 1880)
- Notophthalmus perstriatus (Bishop, 1941)
- Notophthalmus viridescens (Rafinesque, 1820)

## Publication originale
- Rafinesque, 1820 : III Class. Erpetia. The reptiles. Annals of Nature, or, Annual Synopsis of New Genera and Species of Animals, Plants, etc. Discovered in North America. Lexington, Kentucky, vol. 1, p. 4-6 (texte intégral).